# 篠原晃
篠原 晃（しのはら あきら、1920年5月7日 - 2010年2月24日）は、日本の経営者。電気化学工業社長を務めた。

## 来歴・人物
神奈川県出身。1943年に京都帝国大学法学部を卒業し、同年に電気化学工業に入社。1972年11月に取締役に就任し、1974年11月に常務、1977年10月に専務を経て、同年12月に副社長に就任し、1981年6月には社長に昇格。1988年6月に会長に就任し、1990年6月に相談役に就任。
1986年11月に藍綬褒章を受章し、1999年4月に勲三等旭日中綬章を受章。
2010年10月24日に急性心不全のために死去。89歳没。